# San Martín del Tesorillo
San Martín del Tesorillo es una localidad y municipio español perteneciente a la provincia de Cádiz, en la comunidad autónoma de Andalucía, constituido como municipio independiente de Jimena de la Frontera el 2 de octubre de 2018. Cuenta con una población de 2739 habitantes (INE 2024).

## Historia

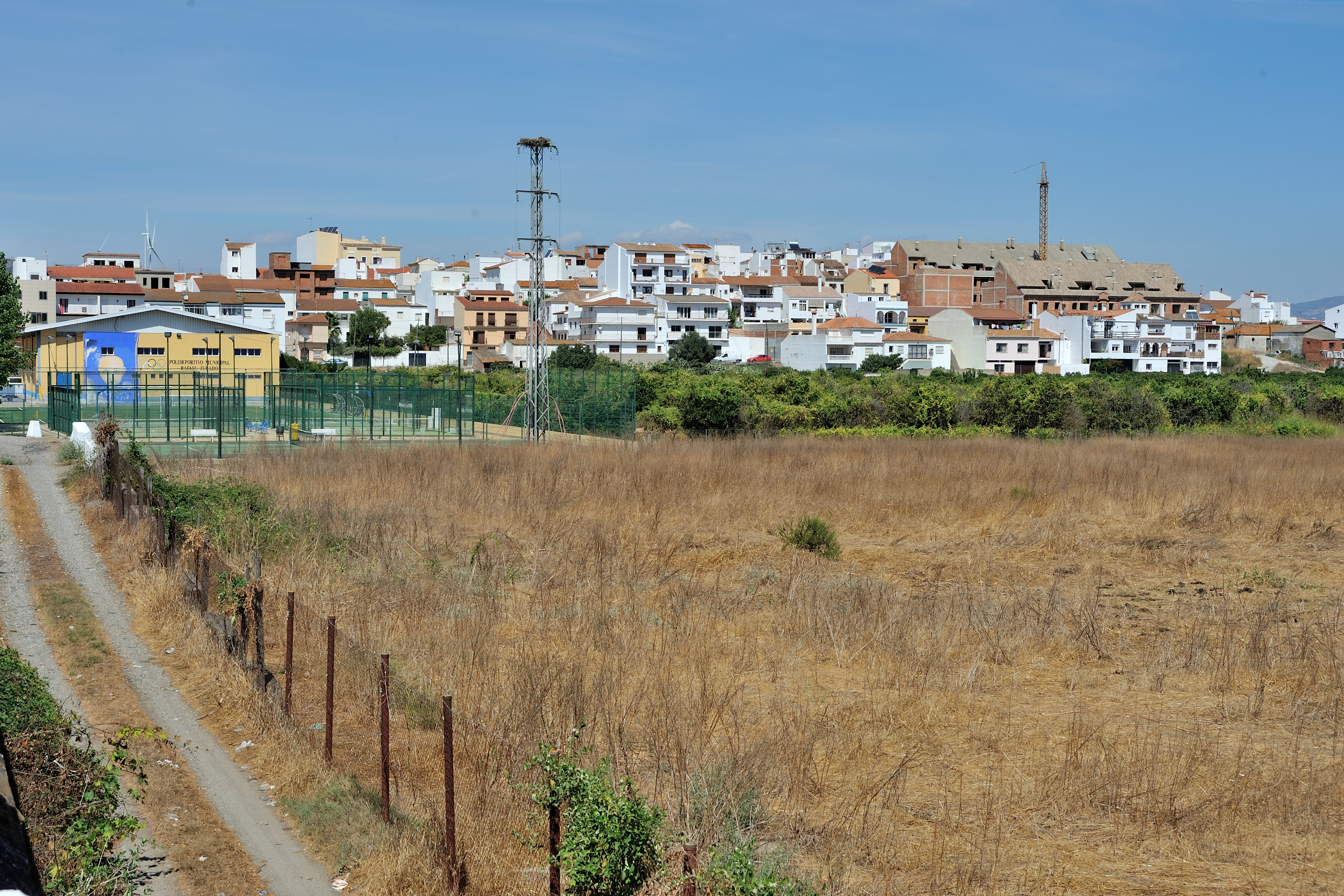
Municipio

La primera colonia agrícola fue fundada por Martín Larios y Larios hijo de Martín Larios Herreros, primer marqués de Larios, y presidente de la Sociedad Industrial y Agrícola de Guadiaro. Esta sociedad, junto con la Sociedad Larios de Gibraltar, creó en la zona del Campo de Gibraltar varias colonias agrícolas, entre ellas San Martín del Tesorillo, que se dedicaba al cultivo y la transformación de trigo; San Pablo de Buceite, dedicada al cultivo y transformación del aceite de oliva; y San Luis de Sabinillas, con producción de azúcar. Estas fundaciones se produjeron tras comprar extensos latifundios a la casa de Medina Sidonia en 1869. En los años 30 del siglo XX, el famoso banquero y terrateniente mallorquín, Juan March, compró los latifundios a la familia Larios y los dividió en parcelas, poniéndolas a la venta a agricultores de otras zonas de Andalucía y Valencia. La presencia de colonos procedentes de Jimena y otros municipios del Campo de Gibraltar fue escasa, según parece, por los recelos que este terrateniente producía en la comarca.
Aunque San Martín del Tesorillo fue declarado colonia agrícola en 1879 su consolidación como núcleo poblacional comenzó a partir de la década de 1930 tras su división en parcelas y la llegada de colonos. El reconocimiento de la autonomía municipal y su término jurisdiccional, de 4857 hectáreas, fue aprobado por Decreto de la Junta de Andalucía el 24 de abril de 1999 bajo la figura de Entidad Local Autónoma. Desde 1999 su Ayuntamiento tuvo una serie de competencias propias y otras delegadas por el ayuntamiento de Jimena de la Frontera y derechos sobre las rentas y deudas generadas en su término jurisdiccional. En 2018 se aprobó el expediente de segregación de la localidad del ayuntamiento de Jimena de la Frontera y desde el 3 de octubre de dicho año es oficialmente un nuevo municipio.

## Demografía
| Gráfica de evolución demográfica de San Martín del Tesorillo entre 2021 y 2021                                      |
| |
| Población de derecho según los censos de población del INE Población de hecho según los censos de población del INE |

## Eventos

### Fiestas
- Carnaval. Se celebra en febrero o marzo, cuatro días de fiestas con disfraces, bailes, chirigotas y comparsas locales.

- Semana Santa. A finales de marzo o a principio de abril.

- Feria. Tiene lugar en la festividad del Corpus Christi. Dura cinco días, desde miércoles hasta domingo.

- Verbena de Montenegral. Suele tener lugar el primer domingo de octubre.

- Fiesta de San Martín El día del patrón (San Martín de Tours) es el 11 de noviembre. Se festeja el domingo más cercano a esa fecha, con las carrozas que acompañan al santo desde La Acebuchal hasta el pueblo.

## Transporte
San Martín del Tesorillo está incluido en el sistema tarifario del Consorcio de Transporte Metropolitano del Campo de Gibraltar. Pertenece a la zona E (Costa Oriental), junto a otras localidades del Valle del Guadiaro. A diario hay autobuses entre esta localidad y La Línea de la Concepción.

## Administración
| Partidos políticos en el Ayuntamiento de San Martín del Tesorillo (2019) |                                          |            |
| Partido político                                                         | Partido político                         | Concejales |
|                                                                          | Izquierda Unida                          | 7          |
|                                                                          | Partido Socialista Obrero Español (PSOE) | 3          |
|                                                                          | Partido Popular (PP)                     | 1          |

## Deporte
La Unión Deportiva Tesorillo es el equipo de fútbol de la localidad, fundado en 1974, que actualmente milita en Primera Andaluza
El NATURAL XTREME TESORILLO es una prueba de 30 obstáculos de agilidad, coordinación y resistencia, se celebra anualmente, y donde participan alrededor de 300 deportistas por tandas según horarios y nivel. En agosto de 2018 tuvo lugar su cuarta edición, que fue por primera vez puntuable para la Liga Española de Carreras de Obstáculos.
La Carrera Popular del Corpus es una prueba que lleva celebrándose cada año desde 2008 sin interrupción, contando con un gran nivel de atletas y una gran participación ciudadana. Suele tener lugar en los meses de mayo o junio.